# 比热地区阿尔布瓦
比热地区阿尔布瓦（法語：Arboys en Bugey，法語發音：[aʁbwa ɑ̃ byʒɛ]）是法国安省的一个市镇，属于贝莱区。该市镇于2016年由原市镇阿尔比尼约和圣布瓦合并而成。

## 地名
比热（Bugey）是法国安省的一个传统地区。“阿尔布瓦”（Arboys）由原市镇阿尔比尼约（Arbignieu）和圣布瓦（Saint-Bois，旧写作）的名称中各取一部分合并而成。

## 地理
比热地区阿尔布瓦（45°43'46"N, 5°39'4"E）面积22.49 平方千米，位于法国奥弗涅-罗讷-阿尔卑斯大区安省，该省份为法国东部省份，北起汝拉省，西北接索恩-卢瓦尔省，西接罗讷省和里昂大都会，南至伊泽尔省，东与萨瓦省、上萨瓦省和瑞士接壤。
与比热地区阿尔布瓦接壤的市镇（或旧市镇、城区）包括：昂代尔和孔东、贝莱、布朗斯、科洛米约、佩里约、普雷梅泽勒、圣日耳曼莱帕鲁瓦斯、格罗莱-圣伯努瓦、孔济约。
比热地区阿尔布瓦的时区为UTC+01:00、UTC+02:00（夏令时）。

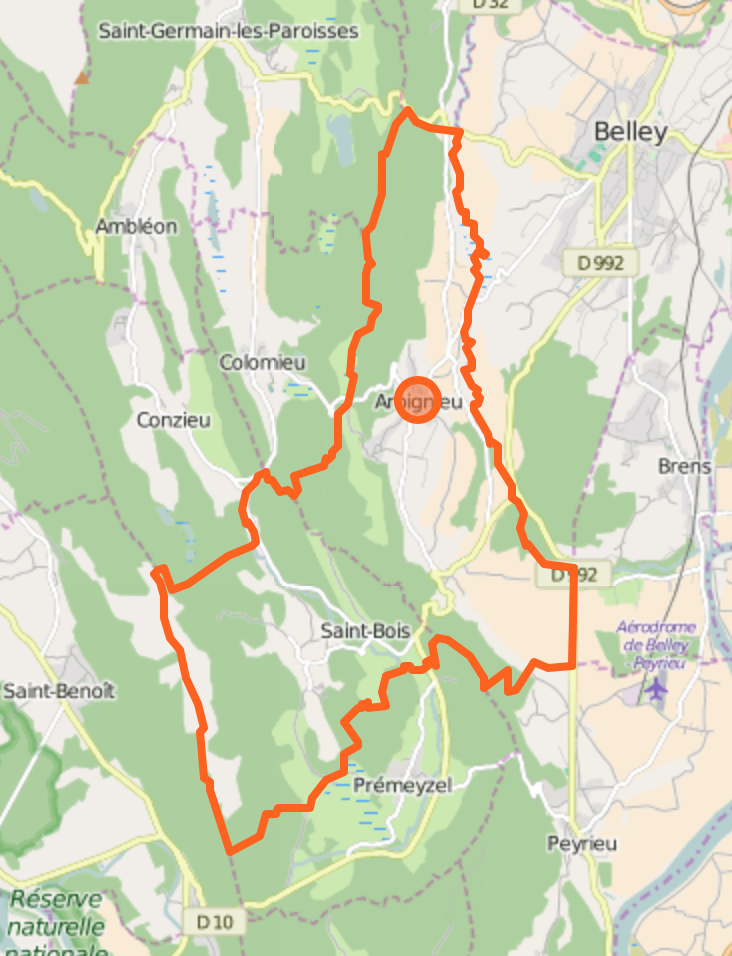
比热地区阿尔布瓦的OSM定位图

## 行政
比热地区阿尔布瓦的邮政编码为01300，INSEE市镇编码为01015。

## 政治
比热地区阿尔布瓦所属的省级选区为贝莱县。

## 人口
比热地区阿尔布瓦于2022年1月1日时的人口数量为688人。